# Bismar Acosta
Bismar Gilberto Acosta Evans (Limón, 19 dicembre 1986) è un calciatore costaricano, difensore dei Template:Calcio Pitbulls.

## Carriera

### Club
Acosta ha vestito la maglia del Santacruceña per un biennio, per passare poi al San Carlos, dov'è rimasto un'annata. Nel 2008 si è accordato con l'Herediano, per cui ha giocato anche nella CONCACAF Champions League 2009-2010. Successivamente, è stato in forza al Belén, dov'è rimasto fino al gennaio 2013.
Il 26 gennaio 2013, i norvegesi dello Start hanno annunciato d'aver ingaggiato Acosta, che si è accordato con il club per i successivi tre anni. È stato presentato alla stampa due giorni più tardi ed è stato reso noto che aveva scelto di indossare la maglia numero 15. Ha esordito in Eliteserien in data 17 marzo, schierato titolare nella vittoria casalinga per 3-2 contro l'Hønefoss. L'11 agosto è arrivata la prima rete nella massima divisione locale, nella vittoria per 1-3 sul campo del Vålerenga.
Ha chiuso la prima stagione con 32 presenze e 4 reti, tra campionato e coppa. Sommando quelle della seconda annata, ossia 28 partite e 3 reti nelle medesime competizioni, ha totalizzato 60 presenze e 7 gol per lo Start.
Il 27 marzo 2015, il Brann ha annunciato d'aver ingaggiato Acosta a titolo definitivo, con il calciatore che ha firmato un contratto triennale col nuovo club. Ha esordito in 1. divisjon in data 6 aprile, schierato titolare nel pareggio per 1-1 maturato sul campo del Fredrikstad. Il 7 giugno ha siglato la prima rete, contribuendo alla vittoria esterna per 2-3 sul campo dell'Åsane.
Il 21 ottobre 2015, in virtù della vittoria del Sogndal sul Kristiansund nel recupero della 27ª giornata di campionato, il Brann ha matematicamente conquistato la promozione in Eliteserien con due giornate d'anticipo sulla fine della stagione. Acosta ha totalizzato 32 presenze e una rete in stagione, tra campionato e coppa.
Il 24 ottobre 2016 ha ricevuto la candidatura come miglior difensore del campionato al premio Kniksen, andato però a Jonas Svensson. Il 28 ottobre ha rinnovato il contratto che lo legava al Brann fino al 31 dicembre 2019.
Il 4 marzo 2019 ha ulteriormente prolungato il contratto con il Brann, fino al 31 dicembre 2021. Il 2 febbraio 2021 ha rescisso il contratto che lo legava al club.
Lo stesso giorno ha fatto ritorno in Costa Rica, nel Cartaginés.

### Nazionale
Acosta ha totalizzato 6 presenze per la Costa Rica, tra il 2010 ed il 2012. Ha esordito l'8 ottobre 2010, schierato titolare nell'amichevole persa per 2-0 contro il Perù.

## Statistiche

### Presenze e reti nei club
Statistiche aggiornate al 2 febbraio 2021.
| Stagione            | Club                | Campionato          | Campionato | Campionato | Coppe nazionali | Coppe nazionali | Coppe nazionali | Coppe continentali | Coppe continentali | Coppe continentali | Supercoppe | Supercoppe | Supercoppe | Totale | Totale |
| Stagione            | Club                | Comp                | Pres       | Reti       | Comp            | Pres            | Reti            | Comp               | Pres               | Reti               | Comp       | Pres       | Reti       | Pres   | Reti   |
| ------------------- | ------------------- | ------------------- | ---------- | ---------- | --------------- | --------------- | --------------- | ------------------ | ------------------ | ------------------ | ---------- | ---------- | ---------- | ------ | ------ |
| 2005-2006           | Santacruceña        | PD                  | 20         | 0          | -               | -               | -               | -                  | -                  | -                  | -          | -          | -          | 20     | 0      |
| 2006-2007           | Santacruceña        | PD                  | 21         | 1          | -               | -               | -               | -                  | -                  | -                  | -          | -          | -          | 21     | 1      |
| Totale Santacruceña | Totale Santacruceña | Totale Santacruceña | 41         | 1          |                 | -               | -               |                    | -                  | -                  |            | -          | -          | 41     | 1      |
| 2007-2008           | San Carlos          | PD                  | 28         | 0          | -               | -               | -               | -                  | -                  | -                  | -          | -          | -          | 28     | 0      |
| 2008-2009           | Herediano           | PD                  | 23         | 0          | -               | -               | -               | -                  | -                  | -                  | -          | -          | -          | 23     | 0      |
| 2009-2010           | Herediano           | PD                  | 25         | 1          | -               | -               | -               | CCL                | 2                  | 0                  | -          | -          | -          | 27     | 1      |
| 2010-2011           | Herediano           | PD                  | 23         | 1          | -               | -               | -               | -                  | -                  | -                  | -          | -          | -          | 23     | 1      |
| Totale Herediano    | Totale Herediano    | Totale Herediano    | 71         | 2          |                 | -               | -               |                    | 2                  | 0                  |            | -          | -          | 73     | 2      |
| 2011-2012           | Belén               | PD                  | 40         | 3          | -               | -               | -               | -                  | -                  | -                  | -          | -          | -          | 40     | 3      |
| 2012-gen. 2013      | Belén               | PD                  | 20         | 1          | -               | -               | -               | -                  | -                  | -                  | -          | -          | -          | 20     | 1      |
| Totale Belén        | Totale Belén        | Totale Belén        | 60         | 4          |                 | -               | -               |                    | -                  | -                  |            | -          | -          | 60     | 4      |
| 2013                | Start               | ES                  | 27         | 3          | CN              | 5               | 1               | -                  | -                  | -                  | -          | -          | -          | 32     | 4      |
| 2014                | Start               | ES                  | 25         | 2          | CN              | 3               | 1               | -                  | -                  | -                  | -          | -          | -          | 28     | 3      |
| Totale Start        | Totale Start        | Totale Start        | 52         | 5          |                 | 8               | 2               |                    | -                  | -                  |            | -          | -          | 60     | 7      |
| 2015                | Brann               | 1D                  | 28         | 1          | CN              | 4               | 0               | -                  | -                  | -                  | -          | -          | -          | 32     | 1      |
| 2016                | Brann               | ES                  | 20         | 2          | CN              | 1               | 0               | -                  | -                  | -                  | -          | -          | -          | 21     | 2      |
| 2017                | Brann               | ES                  | 27         | 1          | CN              | 3               | 0               | UEL                | 2                  | 1                  | SN         | 1          | 0          | 33     | 2      |
| 2018                | Brann               | ES                  | 27         | 2          | CN              | 2               | 0               | -                  | -                  | -                  | -          | -          | -          | 29     | 2      |
| 2019                | Brann               | ES                  | 28         | 1          | CN              | 3               | 0               | UEL                | 2                  | 0                  | -          | -          | -          | 33     | 1      |
| 2020                | Brann               | ES                  | 10         | 0          | -               | -               | -               | -                  | -                  | -                  | -          | -          | -          | 10     | 0      |
| Totale Brann        | Totale Brann        | Totale Brann        | 140        | 7          |                 | 13              | 0               |                    | 4                  | 1                  |            | 1          | 0          | 158    | 8      |
| feb.-giu. 2021      | Cartaginés          | PD                  | 0          | 0          | -               | -               | -               | -                  | -                  | -                  | -          | -          | -          | 0      | 0      |
| Totale              | Totale              | Totale              | 392        | 19         |                 | 21              | 1               |                    | 6                  | 1                  |            | 1          | 0          | 420    | 21     |

### Cronologia presenze e reti in nazionale
| Cronologia completa delle presenze e delle reti in nazionale ― Costa Rica | Cronologia completa delle presenze e delle reti in nazionale ― Costa Rica | Cronologia completa delle presenze e delle reti in nazionale ― Costa Rica | Cronologia completa delle presenze e delle reti in nazionale ― Costa Rica | Cronologia completa delle presenze e delle reti in nazionale ― Costa Rica | Cronologia completa delle presenze e delle reti in nazionale ― Costa Rica | Cronologia completa delle presenze e delle reti in nazionale ― Costa Rica | Cronologia completa delle presenze e delle reti in nazionale ― Costa Rica |
| Data                                                                      | Città                                                                     | In casa                                                                   | Risultato                                                                 | Ospiti                                                                    | Competizione                                                              | Reti                                                                      | Note                                                                      |
| ------------------------------------------------------------------------- | ------------------------------------------------------------------------- | ------------------------------------------------------------------------- | ------------------------------------------------------------------------- | ------------------------------------------------------------------------- | ------------------------------------------------------------------------- | ------------------------------------------------------------------------- | ------------------------------------------------------------------------- |
| 8-10-2010                                                                 | Lima                                                                      | Perù                                                                      | 2 – 0                                                                     | Costa Rica                                                                | Amichevole                                                                | -                                                                         |                                                                           |
| 12-10-2010                                                                | Quesada                                                                   | Costa Rica                                                                | 2 – 1                                                                     | El Salvador                                                               | Amichevole                                                                | -                                                                         |                                                                           |
| 21-3-2012                                                                 | Kingston                                                                  | Giamaica                                                                  | 0 – 0                                                                     | Costa Rica                                                                | Amichevole                                                                | -                                                                         |                                                                           |
| 11-4-2012                                                                 | San José                                                                  | Costa Rica                                                                | 1 – 1                                                                     | Honduras                                                                  | Amichevole                                                                | -                                                                         |                                                                           |
| 25-5-2012                                                                 | San José                                                                  | Costa Rica                                                                | 3 – 2                                                                     | Guatemala                                                                 | Amichevole                                                                | -                                                                         |                                                                           |
| 16-8-2012                                                                 | San José                                                                  | Costa Rica                                                                | 0 – 1                                                                     | Perù                                                                      | Amichevole                                                                | -                                                                         |                                                                           |
| Totale                                                                    |                                                                           | Presenze                                                                  | 6                                                                         |                                                                           | Reti                                                                      | 0                                                                         |                                                                           |